# Glotalni prekidnik
Glotalni prekidnik ili glotalni okluziv jest suglasnik koji postoji u mnoštvu jezikā, a u međunarodnoj fonetskoj abecedi označava se znakom [ʔ]. 
Nije dio standardnoga hrvatskog jezika niti je fonem u drugim hrvatskim idiomima, ali često se proizvodi u govornome jeziku prije otvornika koji stoji kao prvi glas u nekoj riječi kao alofon. Kao takav ne zapisuje se.
Fonem je u jezicima poput arapskoga, danskoga, havajskoga, kantonskoga, perzijskoga, somalskoga i tajskoga, a pojavljuje se i u jezicima poput engleskoga, njemačkoga i češkoga, ali alofonično. Često se pojavljuje u fiktivnim jezicima, poput Klingonskog ili Na'Vija, gdje se označava apostrofom (').
Glas se nalazi u 216 jezika, odnosno 47,89 % svih jezika zabilježenih u bazi podataka UPSID.
Karakteristike su mu:
- po načinu tvorbe jest okluziv
- po mjestu tvorbe jest glotalni suglasnik
- po zvučnosti nije zvučan.

## Vanjske poveznice
- UCLA Phonological Segment Inventory Database (UPSID)